# Hans Oehler
Hans Oehler (ur. 18 grudnia 1888 r. w Aarau, zm. 7 stycznia 1967 r. w Dielsdorf) – szwajcarski faszystowski dziennikarz i działacz polityczny.

## Życiorys
Studiował filologię na uniwersytecie w Zurychu. Był wtedy dziennikarzem w antysemickim piśmie "Freie Wort". Działał także w kółkach akademickich. W 1921 r. założył proniemieckie i ksenofobiczne pismo "Schweizerische Monatshefte für Politik und Kultur" (SM). Wkrótce został członkiem antysemickiego Ludowego Związku dla Niepodległości Szwajcarii. W 1923 r. spotkał się z Adolfem Hitlerem podczas jego pobytu w Szwajcarii. Był także wielbicielem włoskiego faszyzmu. Po zakończeniu działalności Ligi kontynuował wydawanie "SM". W 1932 r. wstąpił do Nowego Frontu, który rok później przyłączył się do faszystowskiego Frontu Narodowego. Został wówczas redaktorem naczelnym jego pisma "Die Front", a jednocześnie zajmował się sprawami międzynarodowymi. W 1934 r. założył nowe pismo "Nationale Hefte", które zostało połączone z "Die Front"; wydawał je do 1945 r. Współuczestniczył wówczas w tworzeniu niewielkiej pronazistowskiej organizacji Bund Treuer Eidgenossen Nationalsozialistischer Weltanschauung, która w 1940 r. weszła w skład Narodowego Ruchu Szwajcarów. W 1938 r. wystąpił z Frontu Narodowego. W 1940 r. H. Oehler brał udział w spotkaniu szwajcarskich działaczy faszystowskich w Monachium. Jednakże jego rola polityczna w Szwajcarii podczas II wojny światowej była marginalna. W 1957 r. pod wpływem interwencji państw zachodnich został aresztowany i oskarżony o zdradę stanu, otrzymując karę 2 lat więzienia. Po wypuszczeniu na wolność wstąpił do Szwajcarskiej Partii Ludowej, stając się jednym z jej głównych działaczy. Wydawał wówczas krajowe wydanie międzynarodowego pisma neonazistowskiego "Nation Europa". Tłumaczył także na język niemiecki pod pseudonimem Hans Rudolf publikacje różnych prawicowych autorów, np. "Nuremberg ou la Terre Promise" Maurice’a Bardèche’a.